# Мицубиши А5М
Мицубиши А5М, Тип 96 (јап:九六式艦上戦闘機) је био јапански лаки палубни ловац једносед, настао пред Други светски рат. Савезничко кодно име је Клод (Claude). Пројектовала га је фирма Мицубиши у периоду 1934-1935. године и био је први палубни ловац једнокрилац. Серијска производња трајала је од 1936. до 1944. године. Када је почео Други светски рат, постепено га је замењивао савременији Мицубиши А6М Зеро а остао је у употреби до 1942. године. Последњих месеци рата, поједини авиони овог типа су коришћени у јединицама камиказа.

## Историјат
Средином тридесетих, команда јапанске царске морнарице, анализирајући квалитетан ниво морнаричке авијација, долази до закључка о неопходности израде авиона нове генерације. Фебруара 1934. године формулисана је потреба за палубним ловцем који ће да има брзину од 350 километара на сат, и бити наоружан са два митраљеза калибра 7.7 mm. Такође, мораће да задовољи и одређене габарите - распон крила 11 метара и дужина до 8 метара, што су директно диктирали авио-лифтови на јапанским носачима авиона.
У то време, израду ловаца у Јапану радиле су три фирме - Кавасаки, Мицубиши и Накаџима, но све су оне тада учествовале у конкурсу који је објавио штаб армијске авијације. Кавасаки је направио Ки-10, а Накаџима Ки-11, и оба су била пријављена на конкурс. Мицубиши је каснио са својим Ки-14, и дао је предност конкурсу морнаричке авијације. Први лет нови ловац изводи 4. фебруара 1935. године. После дугог периода испитивања, авион је уведен 1936. године у наоружање флоте под ознаком А5М. То је био први чисто јапански палубни ловац и први морнарички ловац фирме Мицубиши.
Мицубиши А5М је пројектовао тим под руководством Ђире Харикосија. У то време, у авио-индустрији Јапана још увек је ради велики број инжењера из Европе и Сједињених Америчких Држава. Њихов одлазак из Јапана 1933. и 1934. године, је битно утицао на то да се Хирокисо постави на дужност руководиоца тима за пројектовање морнаричког ловца.
А5М, је успешан спој стабилности и покретљивости, а био је и једноставан за пилотирање. Међутим, његова конструкција готово да није оставила могућност даљем усавршавању, што је касније потврдила његова историја развоја.
Јапанска армија је 1938. године поручила већи број ових ловаца, али под ознаком Ки-18. Касније, након упоредних испитивања са авионом Накаџима Ки-27, поруџбина је отказана.
Авиони овог типа су одиграли главну улогу у обуци летећег кадра јапанске морнаричке авијације, узимајући у обзир то, да је команда јапанске флоте пред рат већ имала јасну представу о улози носача авиона у борбама на мору. Од 1936. до 1938. године, на неколико полигона морнаричке авијације, вршена је борбена обука у условима приближно стварном рату. Обука је била толико тешка да су губици међу пилотима на обуци достигли 1941. године, чак 30%, али су зато пилоти морначке авијације били врхунски обучени са по пар хиљада часова налета.
Ловац А5М је имао изузетне маневарске способности, у односу на већину двокрилаца, и добру брзину за авион са отвореном кабином за пилота. Главни недостаци су му били; слабо наоружање, потпуно одсустви оклопа и мала чврстина крила, која су се ломила при пикирајућим брзимана од 620 до 650 км/ч.

## Варијанте
- Тип-96, Ки-14 - експериментални ловац са мототом Котобуки 3 од 640 КС. Укупно је изграђено 6 прототипа у периоду од 1935. до 1936. гподине.
- Ки-18 - прототип ловца изграђен за армију 1935. године, опремљен мотором Накаџима Ха-1а од 745 КС, који је развијао брзину од 475 км/ч. Није ушао у серијску производњу.
- Ки-33 - прототип ловца изграђен за армију 1936. године, опремљен мотором Испано Суиза 12 Хцрс од 690 КС, који је развијао брзину од 445 км/ч. На конкурсу за армијски ловац је ипак победио Накаџима Ки-27.
- А5М1 - прва серијска варијанта са мотором Котобуки 2 КАИ-1 од 580 КС. Серијска производња од 1936. године.
- А5М2а - модел 21, серијска варијанта са мотором Котобуки 2 КАИ-3а од 610 КС. Серијска производња од јула 1937. године. На неколико авиона су вршени експерименти са топовима од 20 mm, а уграђени су и допунски резервоари за гориво.
- А5М2б - серијска варијанта са мотором Котобуки 3 од 640 КС, покривене кабине, и испод крила постављене две бомбе од по 30 kg. Серијска производња отпочела крајем 1937. године. Укупно произведено 124 авиона.
- А5М3 - 2 прототипа са увозним 12-цилиндричним мотором Испано Суиза 12 Хцрс од 610 КС. Од серијске производње се одустало због нежељене зависности од увоза мотора и привржености флоте звездастим моторима.
- А5М4 - модел 24, усавршена варијанта А5М2б са мотором Котобуки 41 од 710 КС.
- А5М4 - модел 34, усавршени модел 24, са бољим мотором Котобуки 41 КАИ од 710 КС.
- А5М4-К - двоседна варијанта школско-тренажне варијанте А5М, опремљен дуплим командама. Произведено 103 авиона у периоду 1942—1944. година.

## Тактичко-техничке карактеристике
| ТТК A5M различитих варијанти |                    |                          |                           |                    |                      |                     |                         |                        |
|                              | Ки-14              | A5M1                     | A5M2a                     | A5M2b              | A5M3a                | A5M4                | А5M4-K                  | Ки-18                  |
| Размах крила, м              | 11,00              | 11,00                    | 11,00                     | 11,00              | 11,00                | 11,00               | 11,00                   | 11,00                  |
| Дужина, м                    | 7,67               | 7,71                     | 7,55                      | 7,57               | 8,38                 | 7,57                | 7,66                    | 7,66                   |
| Висина, м                    | 3,27               | 3,20                     | 3,20                      | 3,27               | 3,10                 | 3,24                | 3,24                    | 3,15                   |
| Површина крила, м²           | 17,8               | 17,8                     | 17,8                      | 17,8               | 17,8                 | 17,8                | 17,8                    | 16,0                   |
| Маса празног авиона, кг      | 1.040              | 1.075                    | 1.184                     | 1.234              | /                    | 1.216               | 1.263                   | 1.110                  |
| Маса оптерећеног авиона, кг  | 1.373              | 1.500                    | 1.609                     | 1.697              | /                    | 1.707               | 1.671                   | 1.422                  |
| Мотор                        | Котобуки 3, 640 КС | Котобуки 2 КАИ-1, 580 КС | Котобуки 2 КАИ-3а, 610 КС | Котобуки 3, 640 КС | Испано Суиза, 610 КС | Котобуки 41, 710 КС | Котобуки 41 КАИ, 710 КС | Накаџима Ха-1а, 745 КС |
| Максимална брзина, км/ч      | 450                | 406                      | 426                       | /                  | /                    | 434                 | 442                     | 445                    |
| Оптерећење крила, кг/м²      | 77,13              | 84,27                    | 90,39                     | 95,34              | /                    | 95,87               | 95,90                   | 88,87                  |
| Борбени радијус, км          | /                  | 705                      | 705                       | /                  | /                    | 648                 | /                       | /                      |
| Максимални долет, км         | /                  | /                        | /                         | /                  | /                    | 1.200               | /                       | /                      |
| Практични плафон, м          | 9.450              | 9.450                    | /                         | /                  | /                    | 9.800               | 9.830                   | /                      |